# Saints & Sinners
Saints & Sinners — музичний альбом гурту Whitesnake. Виданий 20 листопада 1982 року лейблом Mirage Records,Geffen Records. Альбом відносять до напрямку хард-рок.

## Список пісень
1. «Young Blood» — 3:30
2. «Rough an' Ready» — 2:52
3. «Bloody Luxury» — 3:23
4. «Victim of Love» — 3:33
5. «Crying in the Rain» — 5:59
6. «Here I Go Again» — 5:08
7. «Love an' Affection» — 3:09
8. «Rock an' Roll Angels» — 4:07
9. «Dancing Girls» — 3:10
10. «Saints an' Sinners» — 4:23